# Comté d'Oklahoma
Le comté d'Oklahoma est un comté situé dans l'État de l'Oklahoma aux États-Unis. Le siège du comté est Oklahoma City. Selon le recensement de 2010, sa population est de 718 633 habitants.

## Comtés adjacents
- Comté de Logan (nord)
- Comté de Lincoln (est)
- Comté de Pottawatomie (sud-est)
- Comté de Cleveland (sud)
- Comté de Canadian (ouest)
- Comté de Kingfisher (nord-ouest)

## Principales villes
- Arcadia
- Bethany
- Choctaw
- Del City
- Edmond
- Forest Park
- Harrah
- Jones
- Lake Aluma
- Luther
- Midwest City
- Nichols Hills
- Nicoma Park
- Oklahoma City
- Smith Village
- Spencer
- The Village
- Valley Brook
- Warr Acres
- Woodlawn Park